# مناخ رطب شبه مداري

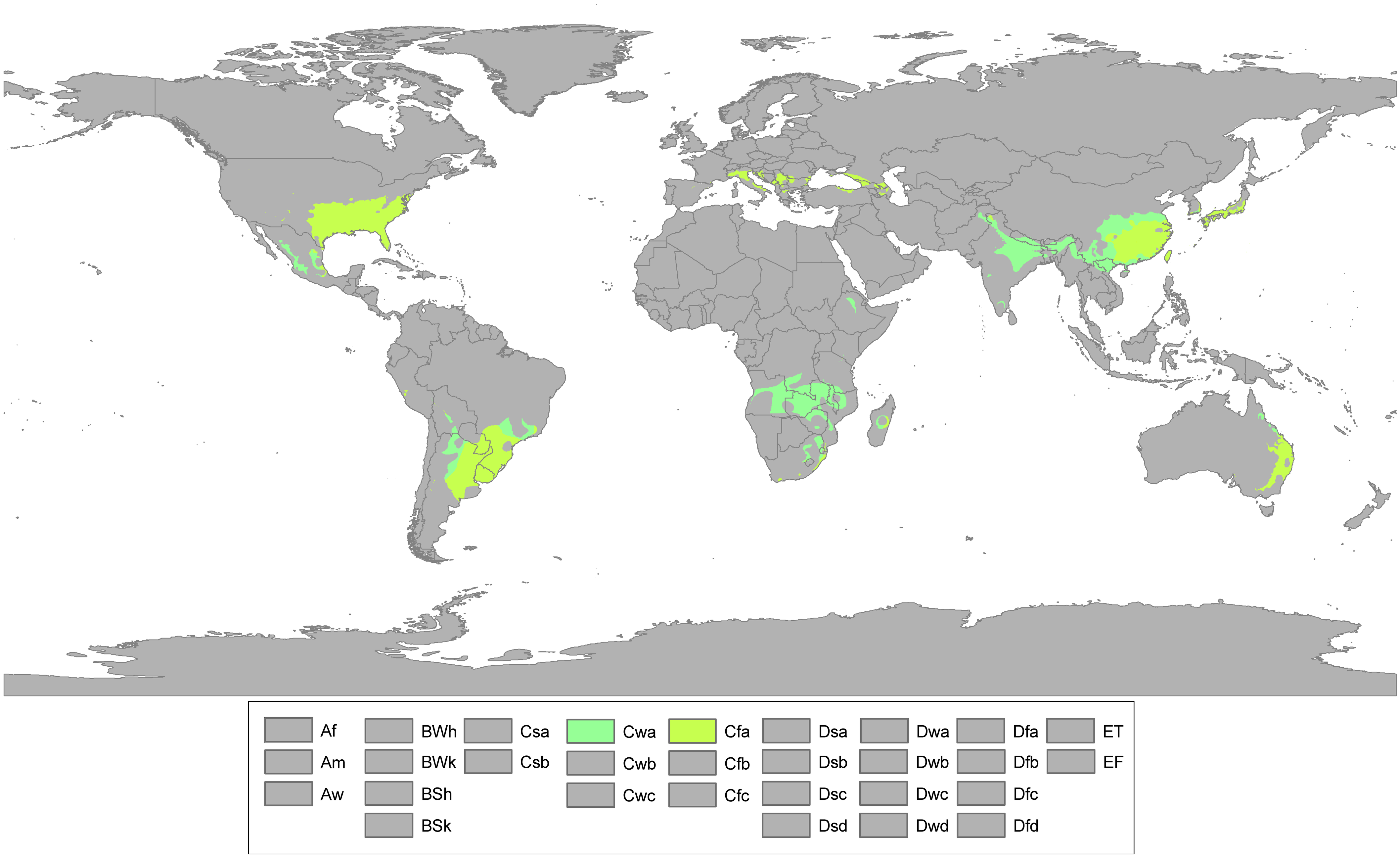
مناطق العالم ذات المناخ المعتدل الدافئ مع صيف حار حسب تصنيف كوبن للمناخ معدّل تم الاعتماد فيه على حد حراري 0° مئوية للشهر الأكثر برودة.
Cfa
Cwa

المناخ شبه المداري الرطب هو نوع من المناخات يتميز بصيف حار ورطب حيث تهيمن الكتل الهوائية المدارية، وشتاء دافئ. تميل هذه المناخات لأن تكون في الجانب الجنوبي الشرقي للقارات، غالبا ما بين خطوط العرض 25° و35° شمالا وجنوباً، وهي تحادي المناخات المدارية إلى الجنوب. بينما تتواجد معظم المناخات الشبه مدارية في المناطق قرب الشواطئ، فإنه قد تمتد بعضها إلى الداخل كما هو ملاحظ في الصين والولايات المتحدة.
حسب تصنيف كوبن للمناخ، يرمز Cfa وCwa إلى المناخ شبه المداري الرطب أو المناخ المعتدل الدافئ. يتمثل هذا المناخ في متوسط درجات حرارة بين 0° و18° مئوية خلال الشهر الأكثر برودة، وأكثر من 22° مئوية خلال الشهر الأكثر حرارة. وبينما اقترح بعض علماء المناخ تسمية هذا المناخ بالمناخ شبه المداري الرطب، فإن فلاديمير كوبن نفسه لم يستعمل هذا المصطلح أبداً الذي لم يظهر رسميا إلا في تصنيف تريوارثا للمناخ، الذي أحدِث سنة 1966 كتحديث لتصنيف كوبن للمناخ.

## الخصائص
تبلغ التساقطات أوجها خلال فصل الصيف، حيث تصبح الرياح  الموسمية في ذروتها، بمناطق مثل جنوب شرق آسيا وولاية فلوريدا بالولايات المتحدة. لدى مناطق أخرى دورات تساقطات منتظمة أو عشوائية أكثر، لكن لا وجود لشهور جافة خلال الصيف إطلاقا (مناخيا على الأقل). تحدث معظم التساقطات في فصل الصيف من خلال العواصف الرعدية التي تنشأ نتيجة الحرارة السطحية المرتفعة وزاوية الشمس شبه المدارية القوية. الأعاصير المدارية التي تأتي من المحيطات المدارية الدافئة، مثلها مثل العواصف المدارية الغير متكررة تساهم بشكل كبير في زيادة ذروة التساقطات خلال فصل الصيف.
يقترن وجود التساقطات خلال فصل الشتاء بالعواصف الكبيرة في الغربيات ذات الجبهات التي تتوجه نحو العروض شبه المدارية. عادة ما يكون في عدة مناخات شبه مدارية مثل مناطق جنوب شرق آسيا أو فلوريدا شتاء جاف جدا، مع نقص في المياه ونشوب حرائق.

## التوزيع

### أفريقيا
| مخطط المناخ ديربان، جنوب أفريقيا | مخطط المناخ ديربان، جنوب أفريقيا | مخطط المناخ ديربان، جنوب أفريقيا | مخطط المناخ ديربان، جنوب أفريقيا | مخطط المناخ ديربان، جنوب أفريقيا | مخطط المناخ ديربان، جنوب أفريقيا | مخطط المناخ ديربان، جنوب أفريقيا | مخطط المناخ ديربان، جنوب أفريقيا | مخطط المناخ ديربان، جنوب أفريقيا | مخطط المناخ ديربان، جنوب أفريقيا | مخطط المناخ ديربان، جنوب أفريقيا | مخطط المناخ ديربان، جنوب أفريقيا |
| --- | -------------------------------- | -------------------------------- | -------------------------------- | -------------------------------- | -------------------------------- | -------------------------------- | -------------------------------- | -------------------------------- | -------------------------------- | -------------------------------- | -------------------------------- |
| 01 | 02                               | 03                               | 04                               | 05                               | 06                               | 07                               | 08                               | 09                               | 10                               | 11                               | 12                               |
| 134 28 21 | 113 28 21                        | 120 28 20                        | 73 26 17                         | 59 25 14                         | 38 23 11                         | 39 23 11                         | 62 23 13                         | 73 23 15                         | 98 24 17                         | 108 25 18                        | 102 27 20                        |
| متوسط درجة-الحرارة °س مجاميع الهطل مم |                                  |                                  |                                  |                                  |                                  |                                  |                                  |                                  |                                  |                                  |                                  |
| بالوحدات الإنكليزية \| 01 \| 02 \| 03 \| 04 \| 05 \| 06 \| 07 \| 08 \| 09 \| 10 \| 11 \| 12 \| \| 5.3 82 70 \| 4.4 82 70 \| 4.7 82 68 \| 2.9 79 63 \| 2.3 76 57 \| 1.5 73 51 \| 1.5 73 51 \| 2.4 73 55 \| 2.9 74 60 \| 3.9 75 62 \| 4.3 77 65 \| 4 80 68 \| \| متوسط درجة-الحرارة °ف مجاميع الهطول ″ \| \| \| \| \| \| \| \| \| \| \| \| |                                  |                                  |                                  |                                  |                                  |                                  |                                  |                                  |                                  |                                  |                                  |
| 01 | 02                               | 03                               | 04                               | 05                               | 06                               | 07                               | 08                               | 09                               | 10                               | 11                               | 12                               |
| 5.3 82 70 | 4.4 82 70                        | 4.7 82 68                        | 2.9 79 63                        | 2.3 76 57                        | 1.5 73 51                        | 1.5 73 51                        | 2.4 73 55                        | 2.9 74 60                        | 3.9 75 62                        | 4.3 77 65                        | 4 80 68                          |
| متوسط درجة-الحرارة °ف مجاميع الهطول ″ |                                  |                                  |                                  |                                  |                                  |                                  |                                  |                                  |                                  |                                  |                                  |

في أفريقيا، توجد المناخات شبه المدارية الرطبة في منطقتين منفصلتين على النصف الجنوبي للقارة. يوجد مناخ الـ Cwa في عدة مناطق في وسط وشرق أفريقيا. تضم هذه المناطق وسط أنغولا، شمال شرق زيمبابوي، محافظات نياسا ومانيكا وتيتي في موزمبيق، المحافظات الجنوبية لجمهورية الكونغو الديمقراطية، جنوب غرب تنزانيا، غالبية مالاوي وزامبيا. أجزاء قليلة من المرتفعات الإثيوبية لديها أيضا هذا المناخ.
هذا المناخ متواجد أيضا في المناطق الساحلية بجنوب وشرق جنوب أفريقيا خصوصاً في كوازولو ناتال. نسخة جنوب افريقيا من هذا المناخ تتميز بتأثير محيطي كبير ضمن ذلك درجات الحرارة المعتدلة، حيث لا تهبط درجات الحرارة كثيرا كغيرها من المناطق ذات المناخ شبه المداري الرطب.

### آسيا

#### شرق وجنوب شرق آسيا
في جنوب وشرق آسيا، يوجد هذا المناخ في الربع الجنوبي الشرقي من الصين، النصف الشمالي من تايوان، شمال ميانمار، شمال فيتنام، السواحل الجنوبية لكوريا الجنوبية، واليابان (كيوشو، شيكوكو، ونصف هونشو). المدن قرب حد خط الإستواء تشمل هونغ كونغ، هانوي وتايبيه.
يجلب تأثير المرتفع السيبيري في شرق آسيا درجات الحرارة الباردة الشتوية نحو الجنوب دافعا الخط  المنسوب ذو القيمة 0° مئوية إلى أبعد نقاط الجنوب كوديان النهر الأصفر، قريباً من خط العرض 34°. في جزيرة هاينان وفي تايوان، يتحول المناخ من شبه مداري إلى مداري تماماً. في هذه المناطق تسجل تساقطات محدودة بسبب رياح المرتفع الجوي القوية.
| مخطط المناخ طوكيو، اليابان | مخطط المناخ طوكيو، اليابان | مخطط المناخ طوكيو، اليابان | مخطط المناخ طوكيو، اليابان | مخطط المناخ طوكيو، اليابان | مخطط المناخ طوكيو، اليابان | مخطط المناخ طوكيو، اليابان | مخطط المناخ طوكيو، اليابان | مخطط المناخ طوكيو، اليابان | مخطط المناخ طوكيو، اليابان | مخطط المناخ طوكيو، اليابان | مخطط المناخ طوكيو، اليابان |
| --- | -------------------------- | -------------------------- | -------------------------- | -------------------------- | -------------------------- | -------------------------- | -------------------------- | -------------------------- | -------------------------- | -------------------------- | -------------------------- |
| 01 | 02                         | 03                         | 04                         | 05                         | 06                         | 07                         | 08                         | 09                         | 10                         | 11                         | 12                         |
| 52 10 1 | 56 10 2                    | 118 14 4                   | 125 19 9                   | 138 23 14                  | 168 26 18                  | 154 29 22                  | 168 31 23                  | 210 27 20                  | 198 22 14                  | 93 16 8                    | 51 12 4                    |
| متوسط درجة-الحرارة °س مجاميع الهطل مم |                            |                            |                            |                            |                            |                            |                            |                            |                            |                            |                            |
| بالوحدات الإنكليزية \| 01 \| 02 \| 03 \| 04 \| 05 \| 06 \| 07 \| 08 \| 09 \| 10 \| 11 \| 12 \| \| 2.1 49 34 \| 2.2 51 35 \| 4.6 56 40 \| 4.9 66 49 \| 5.4 73 57 \| 6.6 78 64 \| 6 85 71 \| 6.6 87 73 \| 8.3 80 67 \| 7.8 71 58 \| 3.6 61 47 \| 2 53 38 \| \| متوسط درجة-الحرارة °ف مجاميع الهطول ″ \| \| \| \| \| \| \| \| \| \| \| \| |                            |                            |                            |                            |                            |                            |                            |                            |                            |                            |                            |
| 01 | 02                         | 03                         | 04                         | 05                         | 06                         | 07                         | 08                         | 09                         | 10                         | 11                         | 12                         |
| 2.1 49 34 | 2.2 51 35                  | 4.6 56 40                  | 4.9 66 49                  | 5.4 73 57                  | 6.6 78 64                  | 6 85 71                    | 6.6 87 73                  | 8.3 80 67                  | 7.8 71 58                  | 3.6 61 47                  | 2 53 38                    |
| متوسط درجة-الحرارة °ف مجاميع الهطول ″ |                            |                            |                            |                            |                            |                            |                            |                            |                            |                            |                            |

#### جنوب آسيا
يوجد المناخ شبه المداري الرطب أيضا في جنوب آسيا، على طول نهر الغانج. يختلف المناخ شبه المداري الرطب في هذه المناطق عن نظيره في شرق آسيا.
يكون فصل الشتاء عادة جافا، دافئا وقصيرا نسبيا. يكون فصل الصيف أطول وأكثر حرارة، حيث يبدأ من منتصف أبريل ويبلغ ذروته في مايو وأوائل يونيو مع درجات حرارة تتعدى غالبا الـ 40° مئوية.
يكون هذا الفصل أيضاً جد جاف، مع وجود عواصف ترابية، حيث تُعامٙل هذه المميزات على أساس أن المناخ صحراوي أو شبه قاحل.
في ظل هذه الفترة، تكافح الأشجار للحفاظ على المياه. تلي هذه الفترة القاسية الرياح الموسمية الباردة، حيث تخضع المنطقة لأمطار على مدى يومي. تتناقص درجات الحرارة في الفصل الموسمي وترتفع الرطوبة. تصبح الظروف الجوية حارة ورطبة، مشابهة للصيف في مناطق شبه مدارية رطبة أخرى. تستقبل مدن مثل نيودلهي، لكهنؤ، كانبور، وباتنا هذه النسخة الغير عادية من المناخ في الهند.
أما عن باكستان، فهذا النمط من الطقس موجود في المدينتين التوأم إسلام أباد / روالبندي، مع شتاء رطب وبارد أكثر نسبياً.
على العموم، يحادي المناخ شبه المداري الرطب في جنوب آسيا المناخات القارية كلما ازداد الارتفاع، أو المناخ  المداري  الموسمي في المناطق الغربية لباكستان والشمالية الغربية للهند، (مثلاً بيشاور في شمالي غربي باكستان أو سريناغار في كشمير بالهند، حيث تقع ذروة التساقطات الأولية في مارس، وليس يوليو أو أغسطس). بعيداً إلى الشرق، في الأراضي المرتفعة مع مدة مكوث طويلة للرياح الموسمية مثل نيبال، تكون تغيرات درجات الحرارة أقل مقارنة بالأراضي المنخفضة.

#### غرب آسيا
| مخطط المناخ كوتايسي، جورجيا | مخطط المناخ كوتايسي، جورجيا | مخطط المناخ كوتايسي، جورجيا | مخطط المناخ كوتايسي، جورجيا | مخطط المناخ كوتايسي، جورجيا | مخطط المناخ كوتايسي، جورجيا | مخطط المناخ كوتايسي، جورجيا | مخطط المناخ كوتايسي، جورجيا | مخطط المناخ كوتايسي، جورجيا | مخطط المناخ كوتايسي، جورجيا | مخطط المناخ كوتايسي، جورجيا | مخطط المناخ كوتايسي، جورجيا |
| --- | --------------------------- | --------------------------- | --------------------------- | --------------------------- | --------------------------- | --------------------------- | --------------------------- | --------------------------- | --------------------------- | --------------------------- | --------------------------- |
| 01 | 02                          | 03                          | 04                          | 05                          | 06                          | 07                          | 08                          | 09                          | 10                          | 11                          | 12                          |
| 106 8 1 | 129 9 2                     | 100 13 5                    | 112 18 8                    | 85 23 12                    | 105 26 16                   | 106 28 19                   | 86 29 20                    | 116 26 16                   | 108 21 12                   | 141 15 8                    | 139 10 4                    |
| متوسط درجة-الحرارة °س مجاميع الهطل مم |                             |                             |                             |                             |                             |                             |                             |                             |                             |                             |                             |
| بالوحدات الإنكليزية \| 01 \| 02 \| 03 \| 04 \| 05 \| 06 \| 07 \| 08 \| 09 \| 10 \| 11 \| 12 \| \| 4.2 46 34 \| 5.1 48 35 \| 3.9 56 40 \| 4.4 65 46 \| 3.3 74 54 \| 4.1 80 61 \| 4.2 83 66 \| 3.4 84 67 \| 4.6 78 61 \| 4.3 70 53 \| 5.6 59 46 \| 5.5 51 38 \| \| متوسط درجة-الحرارة °ف مجاميع الهطول ″ \| \| \| \| \| \| \| \| \| \| \| \| |                             |                             |                             |                             |                             |                             |                             |                             |                             |                             |                             |
| 01 | 02                          | 03                          | 04                          | 05                          | 06                          | 07                          | 08                          | 09                          | 10                          | 11                          | 12                          |
| 4.2 46 34 | 5.1 48 35                   | 3.9 56 40                   | 4.4 65 46                   | 3.3 74 54                   | 4.1 80 61                   | 4.2 83 66                   | 3.4 84 67                   | 4.6 78 61                   | 4.3 70 53                   | 5.6 59 46                   | 5.5 51 38                   |
| متوسط درجة-الحرارة °ف مجاميع الهطول ″ |                             |                             |                             |                             |                             |                             |                             |                             |                             |                             |                             |

بينما المتعارف عليه أن المناخ شبه المداري الرطب موجود في الربع الجنوبي الشرقي للقارة، هناك أيضاً مناطق في بحر قزوين والبحر الأسود بهذا المناخ، حيث أنه دافئ على غير العادة بالنسبة لمناخ كهذا، وأيضا تسجيل تساقطات ثلجية شائع جدا هناك، غير أنها لا تدوم طويلاً.
في غرب آسيا، يعرف المناخ في غيلان ومزندران في إيران، في مناطق من القوقاز، في اذربيجان وجورجيا المحاصرتين ما بين بحر قزوين والبحر الأسود والمناطق الساحلية على هذا البحر في تركيا، بوجود تأثيرات محيطية كبيرة.
تتراوح نسبة التساقطات ما بين 740 مم في ساري وأكثر من 2.000 مم في بندر أنزلي، وهي تساقطات قوية على مدار السنة، مع معدل أقصى في سبتمبر أقصاه في بندر أنزلي يعادل 400 مم. على العموم، درجات الحرارة تكون معتدلة مقارنة مع أجزاء أخرى من آسيا الغربية. في فصل الشتاء، تتلقى المناطق الغربية الساحلية بعض التساقطات الثلجية، التي تدوم لفترة قصيرة فقط.
في رشت، المعدل الأقصى في يوليو يراوح 28° مئوية، لكن برطوبة مشبعة، لكن في يناير تكون في حوالي 9° مئوية. تمتد التساقطات القوية إلى الشمال إلى الشريط الساحلي لاذربيجان حتى حدودها الشمالية، لكن هذا المناخ في أذربيجان هو تحادي مناخين: شبه مداري رطب ومحيطي (Cfa وCfb)، وهي حالة خاصة.
يوجد في غربي جورجيا (باطوم وكوتايسي) في منخفض كولخيس والساحل الشمالي الشرقي بتركيا (غيرسون) مناخ مشابه للذي في غيلان ومزندران في إيران وجد مشابه للذي في شمالي وجنوبي شرقي اذربيجان. تتراوح درجات الحرارة ما بين 22° في الصيف و5° في الشتاء ونسبة تساقطات تصل إلى 2,300 مم سنوياً في هوبا (تركيا).

### أمريكا الجنوبية
| مخطط المناخ بوينس أيرس، الأرجنتين | مخطط المناخ بوينس أيرس، الأرجنتين | مخطط المناخ بوينس أيرس، الأرجنتين | مخطط المناخ بوينس أيرس، الأرجنتين | مخطط المناخ بوينس أيرس، الأرجنتين | مخطط المناخ بوينس أيرس، الأرجنتين | مخطط المناخ بوينس أيرس، الأرجنتين | مخطط المناخ بوينس أيرس، الأرجنتين | مخطط المناخ بوينس أيرس، الأرجنتين | مخطط المناخ بوينس أيرس، الأرجنتين | مخطط المناخ بوينس أيرس، الأرجنتين | مخطط المناخ بوينس أيرس، الأرجنتين |
| --- | --------------------------------- | --------------------------------- | --------------------------------- | --------------------------------- | --------------------------------- | --------------------------------- | --------------------------------- | --------------------------------- | --------------------------------- | --------------------------------- | --------------------------------- |
| 01 | 02                                | 03                                | 04                                | 05                                | 06                                | 07                                | 08                                | 09                                | 10                                | 11                                | 12                                |
| 122 30 20 | 123 29 19                         | 154 26 17                         | 107 23 14                         | 92 19 10                          | 50 16 8                           | 53 14 7                           | 63 17 9                           | 78 19 10                          | 139 23 13                         | 131 25 16                         | 103 28 18                         |
| متوسط درجة-الحرارة °س مجاميع الهطل مم |                                   |                                   |                                   |                                   |                                   |                                   |                                   |                                   |                                   |                                   |                                   |
| بالوحدات الإنكليزية \| 01 \| 02 \| 03 \| 04 \| 05 \| 06 \| 07 \| 08 \| 09 \| 10 \| 11 \| 12 \| \| 4.8 87 69 \| 4.8 84 67 \| 6.1 80 63 \| 4.2 73 57 \| 3.6 66 51 \| 2 60 46 \| 2.1 57 45 \| 2.5 63 48 \| 3.1 66 50 \| 5.5 73 55 \| 5.2 78 61 \| 4.1 83 65 \| \| متوسط درجة-الحرارة °ف مجاميع الهطول ″ \| \| \| \| \| \| \| \| \| \| \| \| |                                   |                                   |                                   |                                   |                                   |                                   |                                   |                                   |                                   |                                   |                                   |
| 01 | 02                                | 03                                | 04                                | 05                                | 06                                | 07                                | 08                                | 09                                | 10                                | 11                                | 12                                |
| 4.8 87 69 | 4.8 84 67                         | 6.1 80 63                         | 4.2 73 57                         | 3.6 66 51                         | 2 60 46                           | 2.1 57 45                         | 2.5 63 48                         | 3.1 66 50                         | 5.5 73 55                         | 5.2 78 61                         | 4.1 83 65                         |
| متوسط درجة-الحرارة °ف مجاميع الهطول ″ |                                   |                                   |                                   |                                   |                                   |                                   |                                   |                                   |                                   |                                   |                                   |

يمكن إيجاد المناخ شبه المداري الرطب في مناطق محدودة من أمريكا الجنوبية. يمتد المناخ عبر أقاليم قليلة جنوب البرازيل، من ضمنها إقليم بارانا، بعض أجزاء الباراغواي، جميع أنحاء الأوروغواي، وريو دي لا بلاتا في الأرجنتين. عدة مدن كبرى كساو باولو، بوينس أيرس، بورتو أليغري، مونتيفيديو وكامبو غراندي تنتمي للمناخ شبه المداري الرطب، خصوصاً النوع Cfa، حيث يكون الصيف حارا رطبا والشتاء دافئ إلى قليل البرودة.
يقع النوع Cwa في مناطق من المرتفعات المدارية لولاية ساو باولو، ماتو غروسو دو سول وقرب مرتفعات جبال الأنديز شمال الأرجنتين. يكون فصل الصيف دافئا.

### أمريكا الشمالية
| مخطط المناخ هيوستن، الولايات المتحدة | مخطط المناخ هيوستن، الولايات المتحدة | مخطط المناخ هيوستن، الولايات المتحدة | مخطط المناخ هيوستن، الولايات المتحدة | مخطط المناخ هيوستن، الولايات المتحدة | مخطط المناخ هيوستن، الولايات المتحدة | مخطط المناخ هيوستن، الولايات المتحدة | مخطط المناخ هيوستن، الولايات المتحدة | مخطط المناخ هيوستن، الولايات المتحدة | مخطط المناخ هيوستن، الولايات المتحدة | مخطط المناخ هيوستن، الولايات المتحدة | مخطط المناخ هيوستن، الولايات المتحدة |
| --- | ------------------------------------ | ------------------------------------ | ------------------------------------ | ------------------------------------ | ------------------------------------ | ------------------------------------ | ------------------------------------ | ------------------------------------ | ------------------------------------ | ------------------------------------ | ------------------------------------ |
| 01 | 02                                   | 03                                   | 04                                   | 05                                   | 06                                   | 07                                   | 08                                   | 09                                   | 10                                   | 11                                   | 12                                   |
| 86 17 6 | 81 19 8                              | 87 23 11                             | 84 26 15                             | 129 30 20                            | 151 33 23                            | 96 34 24                             | 96 35 24                             | 105 32 21                            | 145 28 16                            | 110 23 11                            | 95 18 7                              |
| متوسط درجة-الحرارة °س مجاميع الهطل مم |                                      |                                      |                                      |                                      |                                      |                                      |                                      |                                      |                                      |                                      |                                      |
| بالوحدات الإنكليزية \| 01 \| 02 \| 03 \| 04 \| 05 \| 06 \| 07 \| 08 \| 09 \| 10 \| 11 \| 12 \| \| 3.4 63 43 \| 3.2 66 47 \| 3.4 73 53 \| 3.3 80 59 \| 5.1 86 68 \| 5.9 91 74 \| 3.8 94 75 \| 3.8 94 75 \| 4.1 90 70 \| 5.7 82 61 \| 4.3 73 52 \| 3.7 64 45 \| \| متوسط درجة-الحرارة °ف مجاميع الهطول ″ \| \| \| \| \| \| \| \| \| \| \| \| |                                      |                                      |                                      |                                      |                                      |                                      |                                      |                                      |                                      |                                      |                                      |
| 01 | 02                                   | 03                                   | 04                                   | 05                                   | 06                                   | 07                                   | 08                                   | 09                                   | 10                                   | 11                                   | 12                                   |
| 3.4 63 43 | 3.2 66 47                            | 3.4 73 53                            | 3.3 80 59                            | 5.1 86 68                            | 5.9 91 74                            | 3.8 94 75                            | 3.8 94 75                            | 4.1 90 70                            | 5.7 82 61                            | 4.3 73 52                            | 3.7 64 45                            |
| متوسط درجة-الحرارة °ف مجاميع الهطول ″ |                                      |                                      |                                      |                                      |                                      |                                      |                                      |                                      |                                      |                                      |                                      |

في شمال أمريكا، يتضمن هذا المناخ كل الخليج الأمريكي والولايات الجنوبية الأطلنتية، وداخل الولايات التالية: النصف الشرقي لتكساس، أوكلاهوما، لويزيانا، أركنساس، ألاباما، ميسيسيبي، كنتاكي، كارولينا الشمالية، كارولينا الجنوبية، تينيسي، جورجيا وفلوريدا. على شبه جزيرة فلوريدا، يتحول المناخ نحو الجنوب إلى المناخ  المداري.
تحت تصنيف كوبن للمناخ، يمكن إيجاد المناخ شبه المداري الرطب في الوسط الأطلنتي، أساسا في فيرجينيا، المنخفضات في غربي فيرجينيا، ماريلاند، ديلاوير، واشنطن دي سي، جنوب شرقي بنسيلفانيا، جنوب نيوجيرسي، وأقصى جنوب ولاية نيويورك، خصوصاً مدينة نيويورك ولونغ آيلند. يمكن إيجاد هذا المناخ أيضاً في الغرب الأوسط، خصوصاً في الأجزاء الوسطى والجنوبية من كانساس وميزوري، ومناطق أقصى الجنوب من إلينويز، إنديانا وأوهايو.
في المكسيك، هناك فقط مناطق قليلة يوجد بها مناخي Cfa وCwa، مثلاً في المناطق حول الجزء الشمالي الشرقي من البلد، قرب خليج المكسيك. مناطق أخرى يوجد بها هذا المناخ هي في أعالي الحزام البركاني العابر للمكسيك وسييرا مادري الشرقية. ولأن هذه المناطق تقع في ارتفاعات شاهقة، يكون فصل الصيف دافئا جدا حتى يكاد يصنف كمناخ شبه مداري جبلي. أكبر مثال على ذلك هو مناخ غوادالاخارا.
خارج الأجزاء المعزولة من المكسيك، حدود هذا المناخ تصل ما بين شمال فلوريدا الجنوبية وجنوب تكساس الساحلي. يكون في المدن الواقعة على الحدود الجنوبية القصوى كتامبا وأورلاندو، وعلى طول ساحل تكساس، قرب كوربس كريستي وبراونزفيل طقس دافئ على مدار السنة، مع درجات حرارة دنيا تختلف حسب الفصول. في المقابل، تكون المدن على الحد الشمالي للمناخ (حسب تصنيف كوبن للمناخ) ذات صيف حار ورطب، وشتاء بارد. تكون درجات الحرارة الشتوية الدنيا بهذه المناطق في الحد الأدنى لمناخات تعتبر شبه مدارية رطبة. من الأمثلة على هذه المناطق نجد فيلادلفيا ولويسفيل، كنتاكي.
تختلف تسجيلات التساقطات الثلجية كثيرا في هذه المنطقة المناخية. في المناطق عند الحدود الجنوبية للمناخ والمناطق حول ساحل الخليج، نادرا ما تشهد المدن مثل أورلاندو، تامبا، هيوستن ونيو أورليانز تساقطات ثلجية، حيث تقع مرات قليلة لكل جيل. في المدن الجنوبية الأمريكية عند الشمال أو في الداخل، مثل برمينغهام، أتلانتا، ممفيس، ليتل روك، ناشفيل، دالاس وراليف، تسقط الثلوج بمعدل مرة أو مرتين في الفصل، وهي عدة لا يتجاوز سمكها 7.5 سم أو أقل، حيث تكون درجات الحرارة الشتوية أعلى أو جد أعلى من درجة التجمد.

### أوروبا
| مخطط المناخ ترييستي، إيطاليا | مخطط المناخ ترييستي، إيطاليا | مخطط المناخ ترييستي، إيطاليا | مخطط المناخ ترييستي، إيطاليا | مخطط المناخ ترييستي، إيطاليا | مخطط المناخ ترييستي، إيطاليا | مخطط المناخ ترييستي، إيطاليا | مخطط المناخ ترييستي، إيطاليا | مخطط المناخ ترييستي، إيطاليا | مخطط المناخ ترييستي، إيطاليا | مخطط المناخ ترييستي، إيطاليا | مخطط المناخ ترييستي، إيطاليا |
| --- | ---------------------------- | ---------------------------- | ---------------------------- | ---------------------------- | ---------------------------- | ---------------------------- | ---------------------------- | ---------------------------- | ---------------------------- | ---------------------------- | ---------------------------- |
| 01 | 02                           | 03                           | 04                           | 05                           | 06                           | 07                           | 08                           | 09                           | 10                           | 11                           | 12                           |
| 58 8 4 | 57 9 4                       | 63 12 7                      | 83 17 10                     | 84 22 15                     | 100 25 18                    | 62 28 20                     | 85 28 20                     | 103 23 17                    | 111 18 13                    | 107 12 8                     | 89 9 4                       |
| متوسط درجة-الحرارة °س مجاميع الهطل مم |                              |                              |                              |                              |                              |                              |                              |                              |                              |                              |                              |
| بالوحدات الإنكليزية \| 01 \| 02 \| 03 \| 04 \| 05 \| 06 \| 07 \| 08 \| 09 \| 10 \| 11 \| 12 \| \| 2.3 46 39 \| 2.2 48 40 \| 2.5 54 44 \| 3.3 62 50 \| 3.3 71 58 \| 4 77 64 \| 2.4 82 69 \| 3.3 82 69 \| 4.1 74 62 \| 4.4 64 55 \| 4.2 54 47 \| 3.5 48 39 \| \| متوسط درجة-الحرارة °ف مجاميع الهطول ″ \| \| \| \| \| \| \| \| \| \| \| \| |                              |                              |                              |                              |                              |                              |                              |                              |                              |                              |                              |
| 01 | 02                           | 03                           | 04                           | 05                           | 06                           | 07                           | 08                           | 09                           | 10                           | 11                           | 12                           |
| 2.3 46 39 | 2.2 48 40                    | 2.5 54 44                    | 3.3 62 50                    | 3.3 71 58                    | 4 77 64                      | 2.4 82 69                    | 3.3 82 69                    | 4.1 74 62                    | 4.4 64 55                    | 4.2 54 47                    | 3.5 48 39                    |
| متوسط درجة-الحرارة °ف مجاميع الهطول ″ |                              |                              |                              |                              |                              |                              |                              |                              |                              |                              |                              |

في أوروبا الوسطى تتواجد مساحات صغيرة للمناخ شبه المداري الرطب، وذلك في المناطق الانتقالية بين المناخين المحيطي والقاري، في مناطق حيث تتعدى درجات الحرارة الصيفية المعدل المطلوب للتصنيف ضمن المناخ المحيطي، ودرجات حرارة شتوية دافئة لتكون تلك المناطق ضمن المناخ القاري. تكون معدلات درجات الحرارة في هذا المناخ بأوروبا في الصيف أقل حرارة مثل معظم المناطق الشبه مدارية حول العالم.
يتواجد المناخ شبه المداري الرطب في عدة مدن في وادي بو في شمال إيطاليا، متضمنا مدنا كبرى مثل ميلانو، تورينو، بولونيا وفيرونا، متميزا بصيف حار رطب مع عواصف رعدية، في الشتاء يكون تواتر الضباب، مع درجات حرارة باردة جداً، وتٙكوُّن صقيع أحيانا. و على غرار بعض تلك المناطق التي تقع ضمن المناخ  القاري، يوجد المناخ أيضاً في المناطق على بحيرتي ماجيوري، وكومو (كومو في إيطاليا، لوجانو في سويسرا) مع تساقطات مهمة خلال فصل الصيف.
تقع مناطق ساحلية من النصف الشمالي من البحر الأدرياتيكي أيضاً في هذا النظام المناخي. يتضمن أيضاً مدنا مثل ترييستي، البندقية وريميني في إيطاليا، سبليت في كرواتيا، كوبر في سلوفينيا وكوتور في الجبل الأسود. المناطق الجنوبية الأوروبية التي يتضمنها المناخ شبه المداري الرطب Cfa تتمثل في الوديان الوسطى لجرندة وبرشلونة في إسبانيا، بعض من الشمال الشرقي لإسبانيا (وشقة)، نهر غارون (تولوز) و نهر الرون (أفينيون) في فرنسا.
على طول ساحل البحر الأسود البلغاري (فارنا)، الساحل الروماني (كونستانتا ومامايا)، سوتشي بروسيا وشبه جزيرة القرم، يدوم فصل صيف دافئ جداً (22° مئوية خلال الشهر الأكثر دفئا) يكفي لتصنيف المنطقة كإحدى أنظمة المناخ  المحيطي، لكن بعدم وجود شهر متجمد، يكون تصنيفها تحت مناخ الـ Cfa بسبب قربها للمناخ القاري الرطب.
يوجد المناخ شبه المداري الرطب في بعض جزر الأزور، مع شتاء رطب ومعتدل جداً (أكثر من 13°م) بدون تساقطات ثلجية، وصيف دافئ ( أكثر من 21° أو 22°م) لكن بدون فصل جاف خلال الفترة الأكثر دفئا، بحيث لا يمكن تصنيفها كمناخ محيطي ولا كمناخ متوسطي، لكن فقط كمناخ شبه مداري رطب.

### أستراليا
| مخطط المناخ بريسبان، كوينزلاند | مخطط المناخ بريسبان، كوينزلاند | مخطط المناخ بريسبان، كوينزلاند | مخطط المناخ بريسبان، كوينزلاند | مخطط المناخ بريسبان، كوينزلاند | مخطط المناخ بريسبان، كوينزلاند | مخطط المناخ بريسبان، كوينزلاند | مخطط المناخ بريسبان، كوينزلاند | مخطط المناخ بريسبان، كوينزلاند | مخطط المناخ بريسبان، كوينزلاند | مخطط المناخ بريسبان، كوينزلاند | مخطط المناخ بريسبان، كوينزلاند |
| --- | ------------------------------ | ------------------------------ | ------------------------------ | ------------------------------ | ------------------------------ | ------------------------------ | ------------------------------ | ------------------------------ | ------------------------------ | ------------------------------ | ------------------------------ |
| 01 | 02                             | 03                             | 04                             | 05                             | 06                             | 07                             | 08                             | 09                             | 10                             | 11                             | 12                             |
| 154 30 21 | 161 30 21                      | 139 29 20                      | 91 27 17                       | 78 25 14                       | 69 22 12                       | 54 22 10                       | 44 23 11                       | 44 26 14                       | 78 27 16                       | 99 28 19                       | 130 29 20                      |
| متوسط درجة-الحرارة °س مجاميع الهطل مم |                                |                                |                                |                                |                                |                                |                                |                                |                                |                                |                                |
| بالوحدات الإنكليزية \| 01 \| 02 \| 03 \| 04 \| 05 \| 06 \| 07 \| 08 \| 09 \| 10 \| 11 \| 12 \| \| 6.1 86 70 \| 6.3 86 70 \| 5.5 84 68 \| 3.6 81 63 \| 3.1 77 57 \| 2.7 72 54 \| 2.1 72 50 \| 1.7 73 52 \| 1.7 79 57 \| 3.1 81 61 \| 3.9 82 66 \| 5.1 84 68 \| \| متوسط درجة-الحرارة °ف مجاميع الهطول ″ \| \| \| \| \| \| \| \| \| \| \| \| |                                |                                |                                |                                |                                |                                |                                |                                |                                |                                |                                |
| 01 | 02                             | 03                             | 04                             | 05                             | 06                             | 07                             | 08                             | 09                             | 10                             | 11                             | 12                             |
| 6.1 86 70 | 6.3 86 70                      | 5.5 84 68                      | 3.6 81 63                      | 3.1 77 57                      | 2.7 72 54                      | 2.1 72 50                      | 1.7 73 52                      | 1.7 79 57                      | 3.1 81 61                      | 3.9 82 66                      | 5.1 84 68                      |
| متوسط درجة-الحرارة °ف مجاميع الهطول ″ |                                |                                |                                |                                |                                |                                |                                |                                |                                |                                |                                |

يتواجد المناخ شبه المداري الرطب في شرق أستراليا. يتدرج هذا المناخ عبر الشريط الساحلي من ماكاي بكوينزلاند إلى الشاطئ الجنوبي لسيدني.

يمتد المناخ شبه المداري الرطب عبر نيوساوث ويلز من نيوكاسل التي تقع قرب سيدني، ما عدا المناطق المرتفعة (التي تدخل ضمن المناخ  المحيطي)، امتداداً نحو مدينة دابو إلى الشمال الغربي وواجا واجا إلى الجنوب، نهاية بالحدود الويلزية-الفيكتورية. وللملاحظة، تتميز هذه المناطق بمميزات المناخ  الشبه  القاحل و/أو المناخ  المتوسطي. وأكثر من ذلك يتميز المناخ شبه المداري الرطب الداخلي عموماً بصيف أكثر جفافا، أو على الأقل صيف برطوبة قليلة.
ترتفع درجات الحرارة في سيدني بطريقة مفرطة أكثر من مناطق مناخ الـ Cfa الأسترالية الأخرى، خصوصاً في الضواحي الغربية للمدينة، حيث وصولها إلى أكثر من 40° مئوية أمر شائع. يتراوح معدل التساقطات المطرية ما بين 800 إلى 1,200 مم. هناك تساقطات مطرية تصبح مهمة بالإتجاه نحو الشمال، معدل الأمطار في بريسبان عند الشهر الأكثر رطوبة (فبراير) أعلى 5 مرات عن الشهر الأكثر جفافا (سبتمبر). تكون درجات الحرارة دافئة إلى حارة لكن ليس بشكل مفرط: المعدل الأعلى في فبراير عادة يستقر عند 29°م، أما في يوليو فهي حوالي 21°م. موجات الصقيع نادرة إلا في المرتفعات العالية، لكن درجات الحرارة الأعلى من 35°م ليست شائعة في الساحل.
توجد منطقة مناخية من تصنيف كوبن للمناخ من نوع المناخ شبه المداري الرطب وهي Cwa عند روكهامبتون وممتدة نحو أثيرتون تايبلاند. وفي هذا المناخ يمكن ملاحظة شتاء جاف جداً مع تساقطات شبه منعدمة بين يونيو وأكتوبر، وتكون درجات الحرارة في هذا الفصل أقل من 18° مئوية بقليل.
يمكن أن يصل المعدل السنوي للتساقطات إلى 2,000 مم في المناطق الساحلية، وهو عموماً أعلى من 1,000 مم. وبسبب كون المنطقة الساحلية المذكورة من أعلى المناطق تسجيلا لنسب تساقطات كبيرة خلال يومين أو ثلاثة أيام حيث تشكلات المنخفض الجوي للساحل الأسترالي الشرقي في شمال نظام الضغط الجوي الضخم، المحادي للساحل، يمكن أن يكون اختلاف كبير بمعدلات التساقطات من سنة لأخرى. في ليسمور الواقعة وسط المنطقة المناخية، يمكن أن يتأرجح المعدل السنوي للتساقطات كمثال من أقل من 550مم في 1915 إلى أكثر من 2,780مم في 1950.